# Kurt-Wabbel-Stadion
Kurt-Wabbel-Stadion – wielofunkcyjny stadion w Halle, w Niemczech, istniejący w latach 1923–2010. Pod koniec swego funkcjonowania mógł pomieścić 23 860 widzów. W latach 2010–2011 w jego miejscu powstał nowy, typowo piłkarski stadion (Erdgas Sportpark).

## Historia
W 1921 roku władze miejskie w Halle podjęły decyzję o budowie reprezentatywnego stadionu na 35 000 widzów. Inflacja oraz recesja ekonomiczna spowodowały jednak, że w 1923 roku prace zostały wstrzymane i choć 27 maja 1923 roku obiekt (wówczas pod nazwą Kampfbahn der Stadt Halle) oddano do użytku, to powstał on w bardzo okrojonym kształcie. W 1926 roku podjęto decyzję o wznowieniu budowy. Obiekt zwano odtąd Stadion am Gesundbrunnen. W 1927 roku prace po raz kolejny zostały wstrzymane przez kryzys ekonomiczny. Ostatecznie budowę dokończono w latach 1935–1936. Ponownego otwarcia dokonano 22 sierpnia 1936 roku. Obiekt przemianowano przy okazji na Mitteldeutsche Kampfbahn. W 1939 roku nadano mu imię Horsta Wessela (Horst-Wessel-Kampfbahn). Po II wojnie światowej, 15 listopada 1945 roku dokonano kolejnej zmiany nazwy, nadając stadionowi imię Kurta Wabbela.
5 października 1969 roku na stadionie oddano do użytku sztuczne oświetlenie. Zbiegło się to z obchodami XX-lecia NRD, a w ramach uroczystości na stadionie rozegrano towarzyski mecz Chemie Halle – Górnik Zabrze (3:2).
26 września 1997 roku miał miejsce tragiczny incydent. Przed meczem derbowym Hallescher FC z VfL Halle 1896 spadochroniarzowi (który miał przylecieć z piłką na boisko) nie otworzył się spadochron i spadł on w tłum ludzi przed kasą przy trybunie głównej. Poza spadochroniarzem śmierć poniosły jeszcze trzy inne osoby.
W 2008 roku podjęto decyzję o budowie zupełnie nowego stadionu (Erdgas Sportpark). Nie zdecydowano się na wybór nowej lokalizacji i nowy obiekt postanowiono wybudować w miejscu starego. Rozbiórkę starego stadionu rozpoczęto w połowie 2010 roku, po czym rozpoczęto budowę nowej areny. Jej otwarcie miało miejsce we wrześniu 2011 roku. Nowy obiekt, w przeciwieństwie do poprzednika, ma typowo piłkarski układ (bez bieżni lekkoatletycznej). Z poprzedniego stadionu zachowano zabytkowy mur, który okalał wały ziemne dawnego obiektu. Pojemność nowej areny wynosi 15 000 widzów.
Od lat 60. XX wieku głównym użytkownikiem dawnego obiektu był klub piłkarski Hallescher FC (dawniej jako Chemie Halle). Wcześniej korzystali z niego również piłkarze innych klubów, m.in. Turbine Halle, triumfatora rozgrywek o mistrzostwo radzieckiej strefy okupacyjnej (1949) i mistrzostwo NRD (1952). Na stadionie trzy razy rozegrano także spotkania finałowe piłkarskiego Pucharu NRD – w latach 1949 (była to pierwsza edycja tych rozgrywek), 1968 i 1971. W latach 1975–1988 pięć spotkań na obiekcie rozegrała piłkarska reprezentacja NRD. Oprócz meczów piłkarskich obiekt gościł również znaczące wydarzenia sportowe w innych dyscyplinach, jak kolarstwo, lekka atletyka (m.in. Mistrzostwa Środkowoniemieckie czy Mistrzostwa Juniorów NRD; od początku lat 60. XX wieku zawody lekkoatletyczne w Halle odbywały się już głównie na nowo otwartym Stadion Robert-Koch-Straße) czy piłka ręczna na trawie (m.in. finały Mistrzostw Niemiec w latach 1926, 1928, 1929, 1937, 1938 i 1940).